# Holten

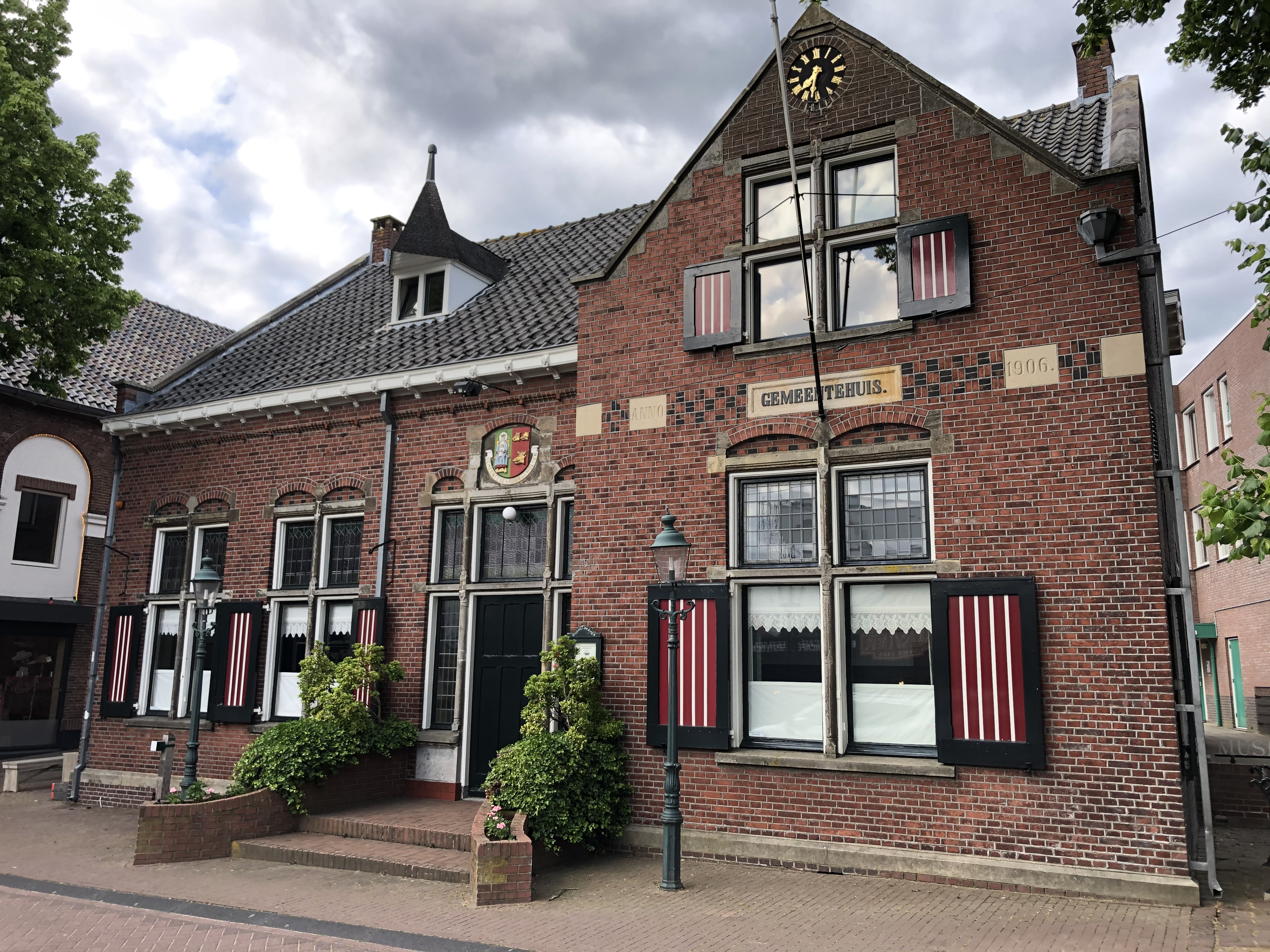
Holten: l'ex-municipio

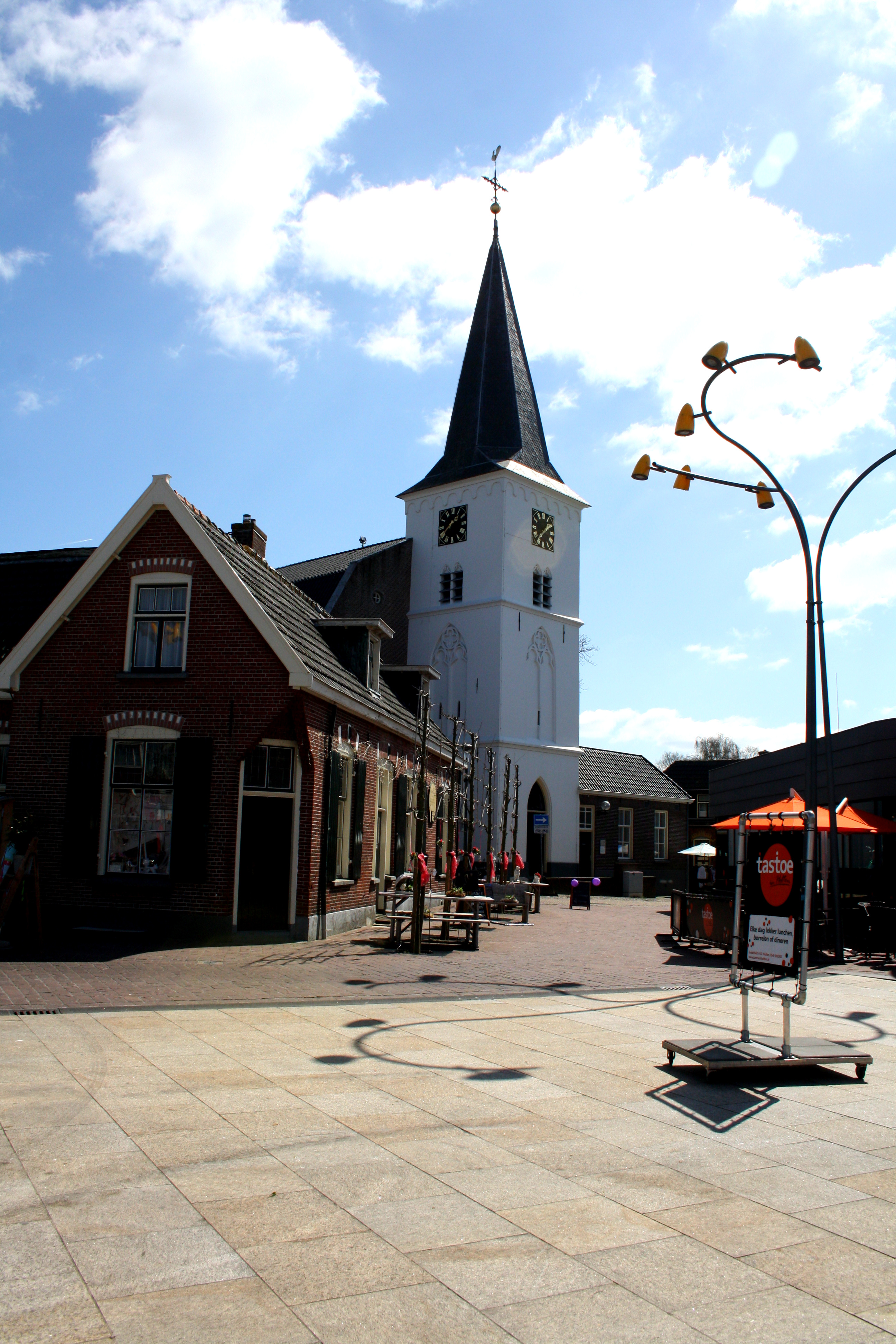
Holten: la Dorpskerk

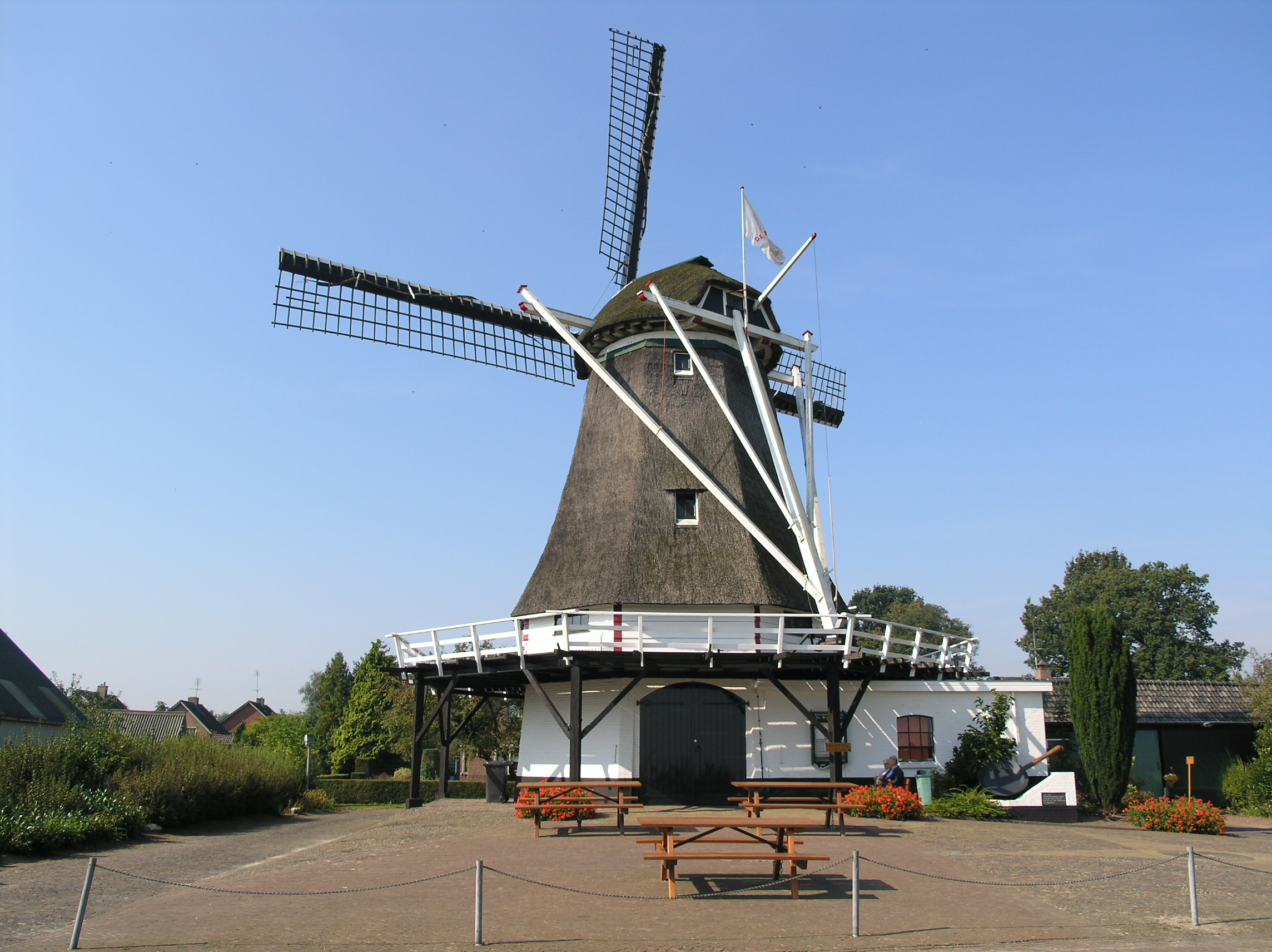
Holten: il mulino De Hegeman, nella buurtschap di Dijkerhoek

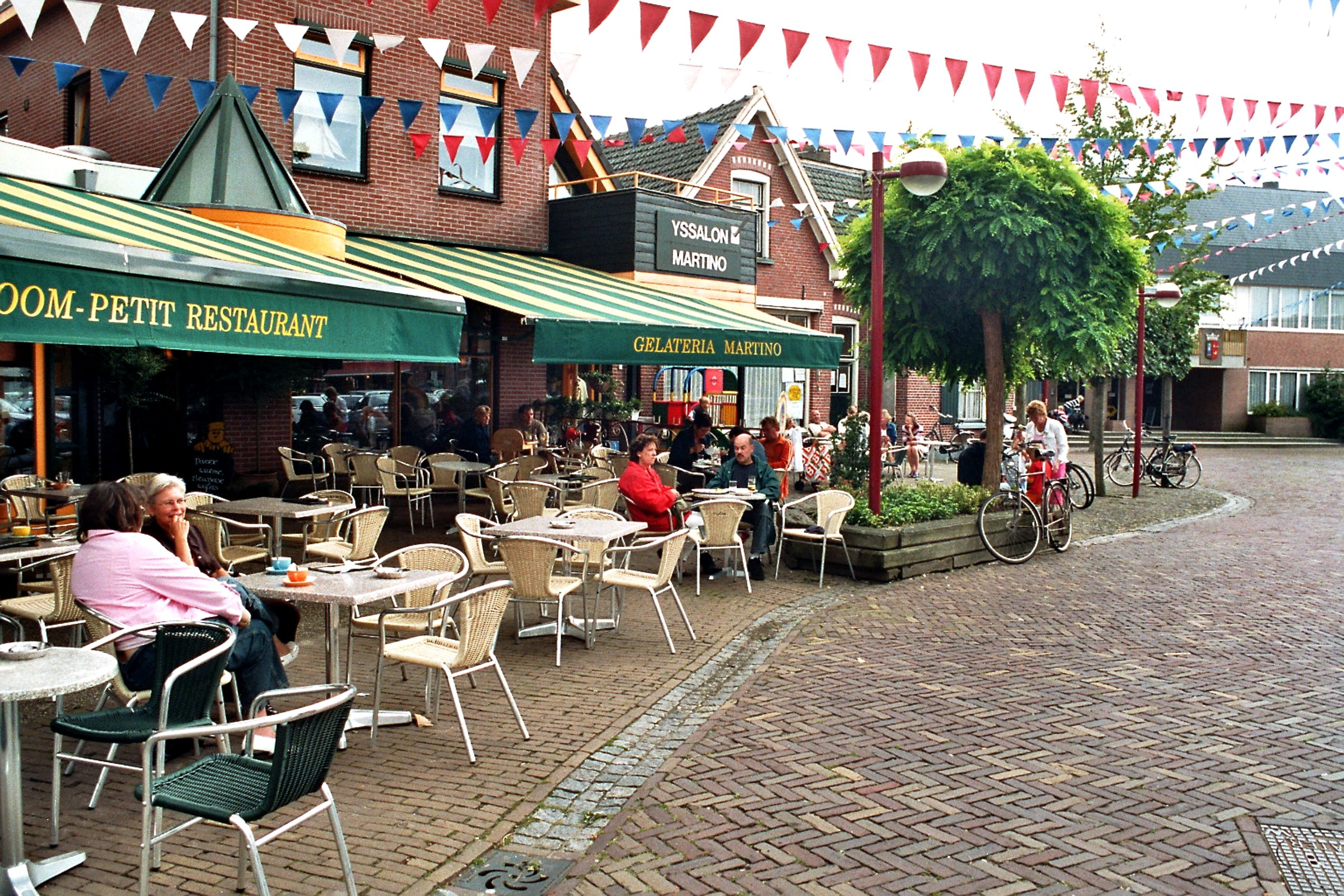
Ristoranti a Holten

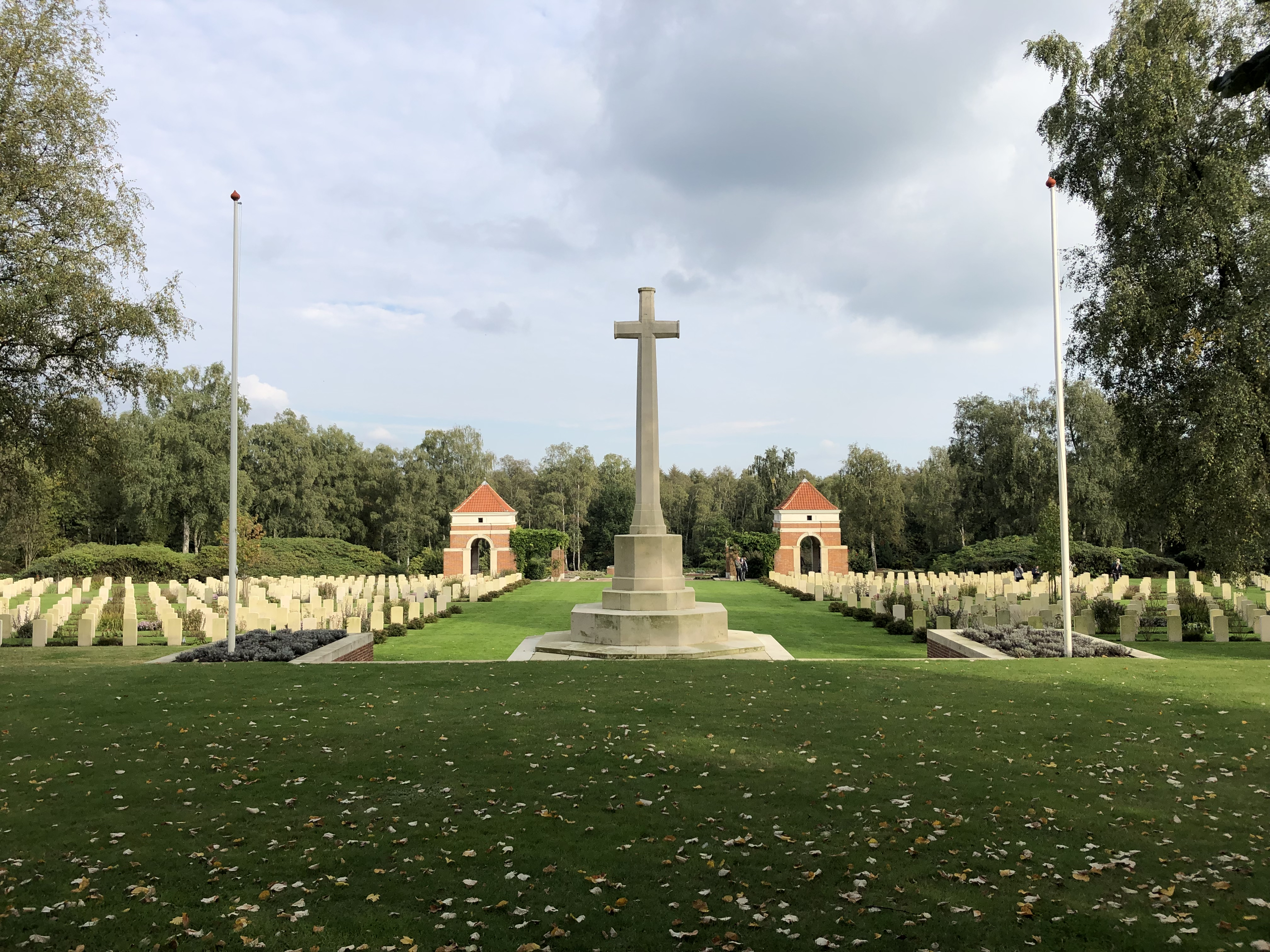
Lo Holten Canadian War Cemetery

Holten (in basso sassone: Hooltn) è un villaggio (dorp) di circa 9 400 abitanti dell'est dei Paesi Bassi, facente parte della provincia dell'Overijssel e situato nella regione di Salland (ufficialmente, fino al 1995, nella regione di Twente). Dal punto di vista amministrativo, si tratta di un ex-comune, nel 2000 inglobato nella nuova municipalità di Rijssen-Holten.

## Geografia fisica
Holten si trova nella parte meridionale della provincia dell'Overijssel, lungo il confine con la provincia della Gheldria, a sud di Nijverdal e tra le località di Deventer e Rijssen (rispettivamente ad est dalla prima e ad ovest della seconda).
Il territorio del villaggio occupa un'area di 66,32 km², di cui 0,13 km² sono costituiti da acqua.

## Origini del nome
Il toponimo Holten deriva dal termine holt, con cui si indica un insediamento umano in un'area boschiva.

## Storia

### Dalle origini ai giorni nostri
Il villaggio è menzionato per la prima volta nel 1277.
Nel 1395 il villaggio è citato come parrocchia e iniziò a popolarsi nel corso del XV secolo: nel 1470, Holten contava 70 abitazioni.
Nel 1829, la località fu devastata da un grosso incendio, che distrusse buona parte del centro abitato.
In seguito, nel corso della seconda guerra mondiale, il villaggio fu invaso dalle truppe tedesche.
Nel 2000, Holten cessò di essere un comune a sé stante e andò a formare assieme alla vicina località di Rijssen, la nuova municipalità di Rijssen-Holten.

### Simboli
Lo stemma di Holten è suddiviso in due parti: nella parte sinistra è raffigurata la Vergine Maria con il Bambin Gesù, mentre nella parte sinistra sono raffigurate tre teste di cinghiale (due piccole e una più grande).

## Monumenti e luoghi d'interesse
Holten vanta 8 edifici classificati come rijksmonumenten e 33 edifici classificati come gemeentelijke monumenten.

### Architetture religiose

#### Dorpskerk
Principale edificio religioso di Holten è la Dorpskerk (chiesa del villaggio), situata nella Kerkplein ed eretta nel 1832.
Il campanile della chiesa contiene un orologio meccanico, realizzato da B. Eijsbouts, Asten nel 1913, mentre, all'interno della chiesa, si trova un organo realizzato da C.F.A. Naber nel 1855.

### Architetture civili

#### De Zonnebelt
Altro monumento di Holten è De Zonnebelt, un edificio realizzato nel 1933 dall'architetto J.J.M. Vegter lungo la Borchstraat.

#### Cimiteri di guerra
A Holten si trovano inoltre due cimiteri di guerra di Holten, lo Herehof Holten e lo Holten Canadian War Cemetery: quest'ultimo ospita 1394 tombe di soldati caduti nel corso del secondo conflitto mondiale.

#### Mulino De Hegeman
Nella buurtschap di Dijkerhoek, si trova poi il mulino De Hegeman, un mulino a vento risalente al 1890.

## Società

### Evoluzione demografica
Al censimento del 2020, Holten contava una popolazione pari a 9 385 abitanti.
La popolazione al di sotto dei 16 anni era pari a 1 405 unità, mentre la popolazione dai 65 anni in su era pari a 2 370 unità.
La località ha conosciuto un decremento demografico rispetto al 2019, quando contava 9 435 abitanti. In precedenza aveva conosciuto un progressivo e sensibile incremento demografico a partire dal 2016, quando contava 9 050 abitanti.

## Geografia antropica

### Suddivisioni amministrative
Buurtschappen:
- Beuseberg
- Borkeld (in parte)
- Dijkerhoek
- Espelo
- Helhuizen (in parte)
- Holterbroek
- Lichtenberg (in parte)
- Look
- Neerdorp